# Сьюард, Уильям Генри
Уильям Генри Сью́ард (англ. William Henry Seward, 16 мая 1801, Флорида, Нью-Йорк — 10 октября 1872, Оберн) — американский государственный деятель, двадцать четвёртый государственный секретарь США (1861—1869), соратник Авраама Линкольна. С его именем связана покупка Аляски у Российской империи.

## Биография
Уильям Генри Сьюард родился в 1801 году, в Нью-Йорке. Он окончил юридический факультет Юнион-колледжа в 1820 году. В течение 11 лет был адвокатом, после чего занялся политикой. В 1831 году Сьюард был избран сенатором штата Нью-Йорк, затем стал его губернатором (1839—1842). В 1849 году избран в Сенат США от штата Нью-Йорк. По своим взглядам Сьюард сначала принадлежал к Вигам, а в 1855 году примкнул к республиканцам.
В 1860 году Сьюард соперничал с Авраамом Линкольном за право быть выдвинутым на президентский пост от Республиканской партии. Победу одержал Линкольн и, умея объединять усилия разных людей ради достижения общей цели, предложил Уильяму Сьюарду пост государственного секретаря. Сьюард согласился и после победы Линкольна на выборах был назначен на этот пост 5 марта 1861 года.
Уильям Сьюард на посту госсекретаря пытался контролировать внешнюю политику США, но полной свободы Линкольн ему не предоставлял, также занимаясь руководством дипломатической деятельности государства. Сьюард поначалу недолюбливал и недооценивал президента, однако после нескольких лет совместной работы они начали уважать друг друга и превратились в друзей.
Сьюард придерживался антианглийских и экспансионистских настроений. Он считал своим политическим учителем шестого президента США Джона Адамса и разделял его планы по оформлению единства Северной Америки.
В ходе борьбы за президентское кресло Сьюард выступил с речью, в которой утверждал, что латиноамериканцы, англичане и русские своей деятельностью на Американском континенте лишь закладывают основы для будущих Соединённых Штатов Америки со столицей в городе Мехико.
В ночь убийства Линкольна (14 апреля 1865 года) на Сьюарда тоже было совершенно покушение. Льюис Пауэлл проник в дом государственного секретаря, ворвался в спальню и нанёс несколько ножевых ранений Сьюарду, его старшему сыну Фредерику и помощнику Джорджу Робинсону, пришедшим на выручку. После убийства шестнадцатого президента США Сьюард сохранил свой пост в администрации Эндрю Джонсона.
Сьюарду довелось присоединить к Соединённым Штатам Русскую Америку. Современники недооценили покупку 1 518 800 квадратных километров (586 412 квадратных миль) земли за 7 200 000 долларов (то есть 4,94 доллара за квадратный километр). Госсекретарь и президент Эндрю Джонсон подвергались критике прессы. В настоящее время Аляска в последний понедельник марта празднует День Сьюарда.
После своей отставки 5 марта 1869 года Уильям Генри Сьюард удалился в своё имение в Оберне, где и скончался 10 октября 1872 года.

## Память
- В честь него названы город и полуостров.
- В 1909 году в Сиэтле установлен бронзовый памятник.